# 渡辺蕗子
渡辺 蕗子（わたなべ ふきこ、1963年3月28日 - ）は、日本のピアニスト、作曲家、編曲家、シンガーソングライター、音楽プロデューサー、イベント・プロデューサー。
神奈川県川崎市出身。父は日本大学理工学部電気学科元教授（2011年他界）。4人弟妹の長女。

## 概要
天性の絶対音感を活かして、中学・高校・大学在学中から、音楽活動に入る。1982年夏のニュー・ウェイヴバンド「ショコラータ」に、二代目のキーボーディストとして参加以降、プロとして本格的な活動に入り、バンドマスターとして同バンドのライブのための楽曲、デビュー・シングル 、デビュー・アルバム、ビデオの楽曲の多くを担当。1986年、坂本龍一が音楽監督を務めた映画「子猫物語」（同年7月12日公開）のサウンドトラックに作曲者として参加するなど、同年9月のショコラータ解散前後からソロでの活動を始める。楽曲提供など、他歌手のサポートを手がけ、「FUKICOS OPERARIA」「世紀末のアフロディーテ達」他、数々のイベント・プロデュースも手がける。ライブでは様々な歌手とコラボレーションしている。Last Waltz

## 経歴
日本大学芸術学部音楽学科（作曲）入学後、早稲田大学のオリジナル中心のバンドサークル「Modern Music Troop」（MMT、1960年創立）に参加。
1982年夏、ニュー・ウェイヴ・バンド「ショコラータ」に参加。以来、ライブのための楽曲制作。カセット・マガジン・TRAスペシャル・イシュー「ショコラータ」（1983年10月）、デビュー・シングル 「いつか見た青空」、デビュー・アルバム『ショコラータ』（双方とも1986年6月、キングレコード）、ビデオ「黒い月のニーナ」（1985年7月、WAVE）の音楽監督を担当する。
1984年2月公開の吉川晃司デビュー映画「すかんぴんウォーク」（大森一樹監督、宮川泰音楽）の音楽制作に参加。
1986年、坂本龍一が音楽監督を務めた映画「子猫物語」（同年7月12日公開）サウンドトラックに作曲・編曲で参加。同年9月のショコラータ解散とともにソロ活動を始め、イベントの音楽、CM・テレビ番組の主題歌・音楽のプロデュースを手がける。
1988年〜、NHK総合「ジャストポップアップ」ジングル担当。
1989年、三上博史2ndアルバム『ORGA'N』（12月21日発売、Invitation）に、「腸肉」「風の追憶」「回帰線」の作曲・編曲・サウンド・プロデュースで参加。
1990年以前から「THE THRILL」結成時にバンドマスターとして参加。同年の坂本龍一・矢野顕子夫妻（当時）の渡米の際、矢野が愛用していたグランドピアノを譲渡される。その後、躁鬱病発病。入退院を繰り返す。双極性障害との診断を受ける。
1993年、「FUKICOS OPERARIA」スタート。以後、渋谷ジァン・ジァン、南青山MANDALA等で、MAGUMI、覚和歌子、窪田晴男、甲田益也子、杉本恭一、清水ミチコ、戸川純、天野小夜子、小川美潮ら多彩なゲストを迎えて続行中。
1994年、松江潤のCD「WORK OUT EP」（9月21日発売）に参加。
2000年、窪田晴男とのユニット「柿生音楽会議」を結成。
2002年、MAGUMIと「Venus & Mars」を結成。後に、いしだ壱成が加入。
2008年6月、自宅録音による「Venus & Mars」のアルバム『Blueprint』リリース。
2010年3月29日、バースデイライブを南青山MANDALAで開催。同年7月25日は藤井丈司、8月17日は佐久間正英&unuspected monogramと南青山MANDALAでのライブで共同プロデュース共演。同年11月、Ustreamでピアノの練習風景等の配信を開始。
2011年3月11日に発生した東日本大震災被災直後、地元でチャリティコンサートを主催。「ふんばろう東日本」と連携して被災地の子供達の為に非売品クリスマスCD-Rボランティア制作のトップとして参加。
2012年から2013年にかけて「渡辺蕗子& fukicos」ライブを村松邦男、大政和寛、Dr.Tommy、大久保敬、古田たかしらとともに行う。神戸ではFRYING DUTCHMANと共演。

## 関連人物
- かの香織
- 坂本龍一
- 佐久間正英
- 窪田晴男
- いしだ壱成
- MAGUMI
- 天野小夜子
- つみきみほ
- 矢野顕子
- 清水ミチコ